# 폴라리톤
폴라리톤은 물리학에서 전기 또는 자기 쌍극자 excitation과 전자기파의 강한 결합으로 인해 생기는 준입자이다. 빛과 전자의 두 성질을 가진 입자의 명칭이기도 하며, 결정에 빛을 댈때 받은 에너지로 이탈한 전자와 그 후에 생긴 홀이 재결합하여 빛을 반사하고 이 빛이 또 전자와 홀을 만드는 현상이 공명하며 출현한다. 이러한 특성으로 표면 플라스몬 공명 현상의 한 요소로 작용한다.